# Cal Moliner de Claret
Cal Moliner és una casa del nucli de Claret, al municipi de Torà (Solsonès), inclosa a l'Inventari del Patrimoni Arquitectònic de Catalunya.

## Descripció

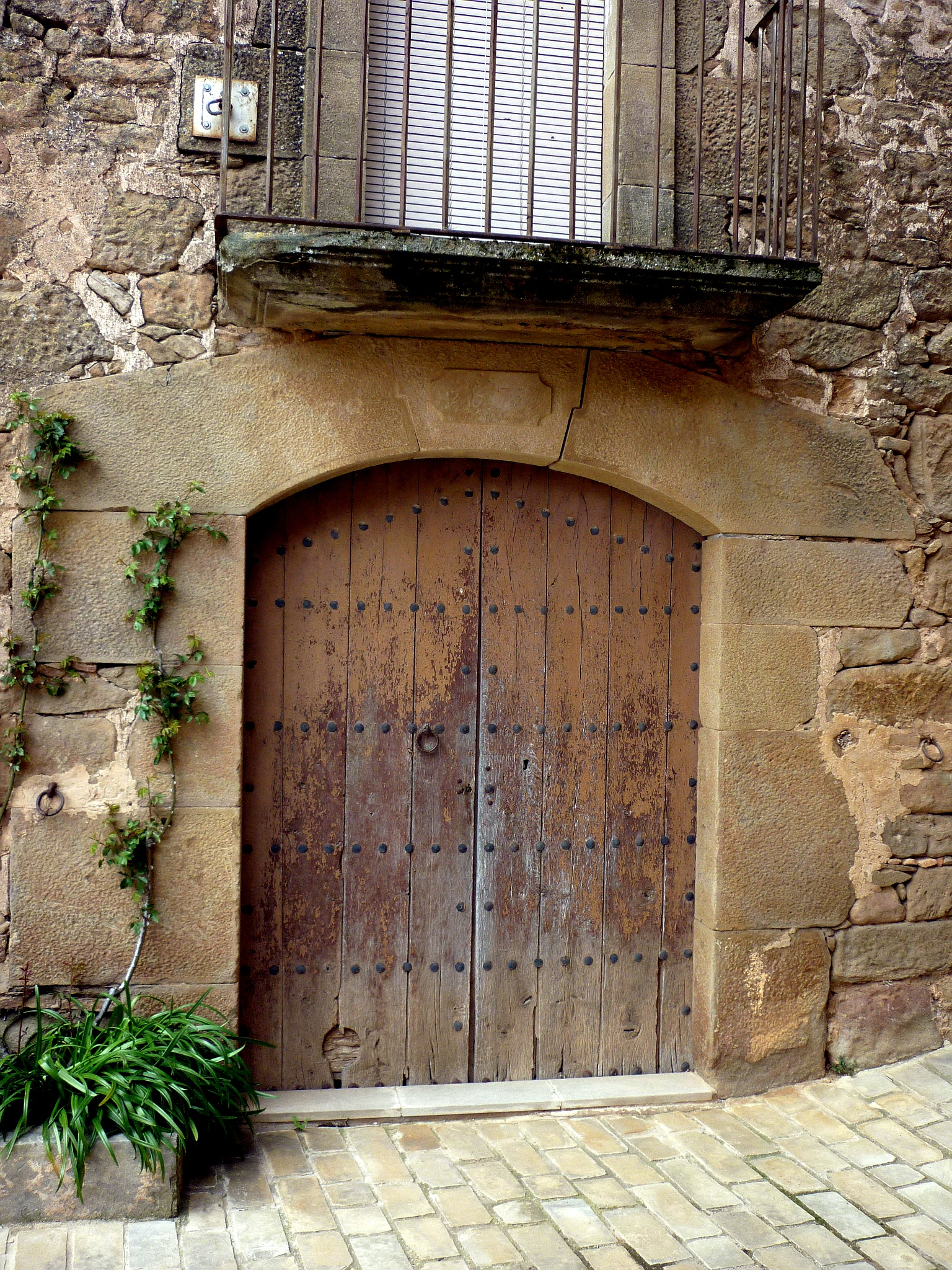
Portal

Edifici que es troba al nord-oest de la plaça del poble.
Té planta baixa, primer pis i zona de golfes. A la façana est, la porta d'accés és en arc escarser, a la clau hi duu la data de 1873. A sobre hi ha un balcó. A la zona de les golfes hi ha un altre balcó, en dimensions més reduïdes i obertura de maons. La casa agafa la forma del carrer estret que la serpenteja per davant. A la part dreta hi ha diferents finestres tapiades. La coberta és de dos vessants (nord-sud), acabada amb teules.